# 米肖-披露士蒸汽自行车
米肖-披露士蒸汽自行车（英語：Michaux-Perreaux steam velocipede）是法国在1876年至1881年间发明的蒸汽动力自行车。车身为铁制的皮埃尔·米肖式框架，其上附有路易-纪尧姆·披露士所制的小型商业化蒸汽机。米肖-披露士蒸汽自行车和罗珀蒸汽自行车、戴姆勒内燃机摩托车一道，被认为是人类史上最早问世的一批摩托车。披露士后来又在1884年研发出了三轮蒸汽自行车。

## 第一辆摩托车之争
汽车文章编辑L. J. K. 塞特莱特指出：“若由热机驱动的自行车就可以称作摩托车的话，必须承认的是摩托车的首台原型机已经淹没在了工业时代的滚滚蒸汽中。”米肖-披露士蒸汽自行车和罗珀蒸汽自行车分别被数个政府认定诞生于1867、1868或1869年。如何认定两种设计何时诞生将决定二者谁是第一辆摩托车，亦或是二者共享桂冠。
然而，包括美国杂志摩托世界的编辑凯文·卡梅隆在内的许多专家认为，上述的两种蒸汽自行车都不是摩托车的原型机。他们表示，真正的摩托车必须由汽油内燃机驱动，或者说，真正摩托车原型机的设计必须与后来不断量产并流行的摩托车相同或相似，而非采用后来再未出现在摩托车上的蒸汽机设计。因而他们确信世界上第一辆摩托车是威廉·迈巴赫和戈特利布·戴姆勒在1885年发明的戴姆勒内燃机摩托车。
实验性的蒸汽自行车和内燃机摩托车之后，第一辆量产摩托车毋庸置疑地是1894年问世的希尔德布兰德-沃尔夫穆勒摩托车。它搭载了1489毫升（90.9立方英寸）排量的液冷四冲程发动机，这款摩托车当年红极一时。

### 诞生时间

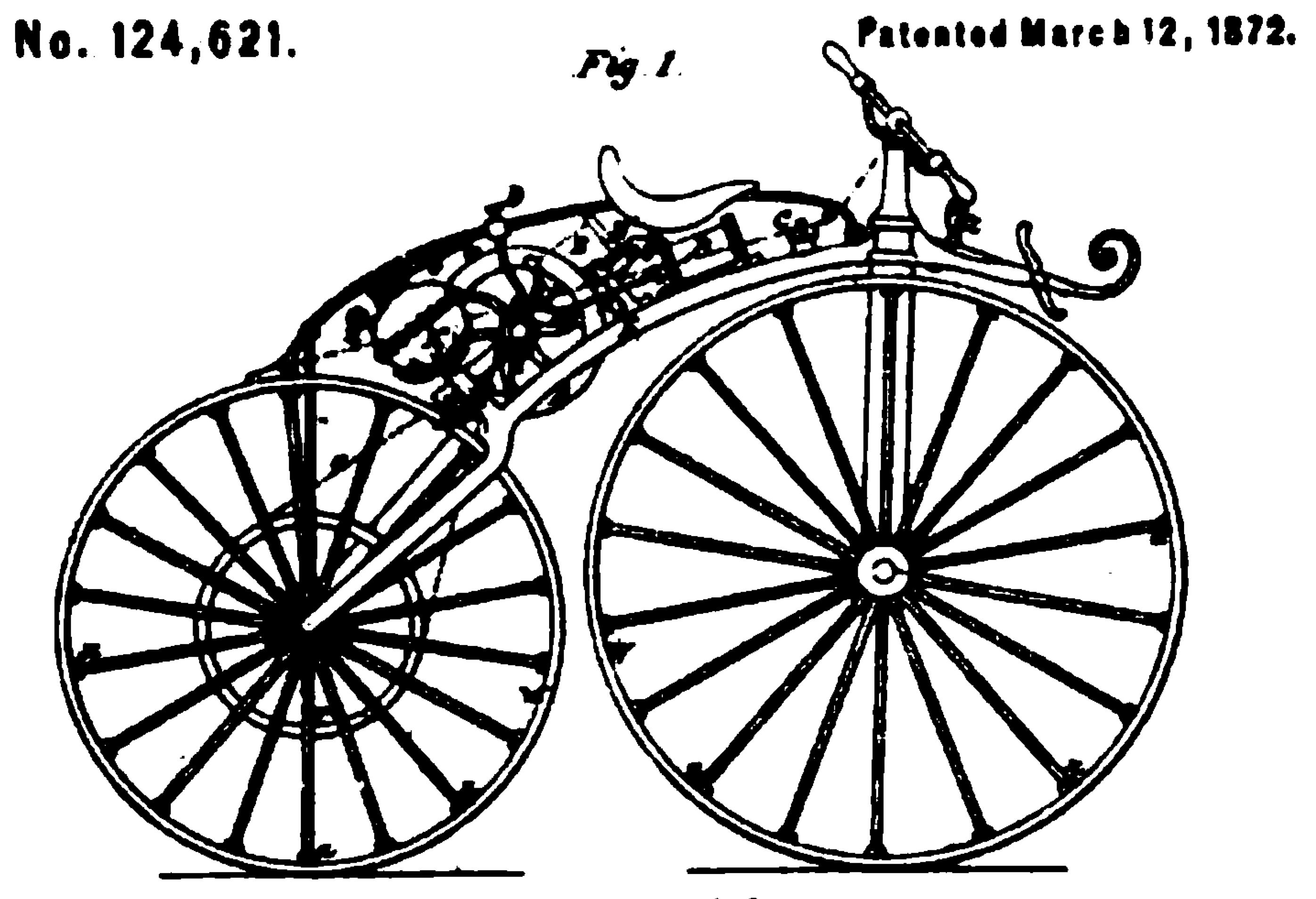
1872年增补技术特征后的专利技术图示

米肖-披露士蒸汽自行车和罗珀蒸汽自行车的诞生时间一直众说纷纭。一些作者认为前者可能最早于1867年被设计、制造，后者可能也在该年问世，而另有一些观点认为后者诞生于1868或1869年，晚于米肖-披露士蒸汽自行车。美国摩托车手协会名人堂成员兼作者米克·沃克则认为米肖-披露士蒸汽自行车和罗珀蒸汽自行车都诞生于1869年路易-纪尧姆·披露士在1869年12月26日获得了他设计的蒸汽自行车专利，戴勒姆则在1885年8月29日取得他设计的内燃机摩托车的专利 ，但是罗珀蒸汽自行车的设计这从未对他的设计寻求任何专利。米肖-披露士蒸汽自行车也许与罗珀蒸汽自行车于同一年诞生，但正因前者所取得的专利佐证了其诞生时间，英国古典自行车杂志编辑雨果·威尔逊认为如下观点更具说服力，即米肖-披露士蒸汽自行车是这种设计的首创。

### 何谓摩托车
包括牛津英语词典在内的许多资料将使用内燃机驱动作为真正摩托车的标准之一。在电摩托发展节节走升之前的20世纪，该定义为人广泛接受。而今天，电摩托已经毫无疑问地成为摩托车家族的一员。
从动力源方面考察，几乎后世所有成功的摩托车都继承了戴姆勒内燃机摩托车的设计。凯文·卡梅隆指出：“历史往往追随成功者，抛弃失败者。”对设计专利作者格林·克尔来说，虽然戴姆勒摩托车相比两种蒸汽自行车更有资格作为“各类汽油交通工具之先驱”，但它仍非摩托车真正的鼻祖，因为它使用一对支撑轮来保持车身直立。克尔进一步指出，由于当年戴姆勒和迈巴赫对设计摩托车并不感兴趣，该设计并未展现出二人应有的工程技术水平。该型机车当年仅用于测试二人设计的一款引擎，且诞生不久即遭废弃。两位工程师此后转而在四轮马车、热气球和小艇上继续他们的研究。摩托车历史学者大卫·伯吉斯-怀斯（英語：David Burgess-Wise）称戴姆勒-迈巴赫测试平台是一个“粗糙而简陋的临时实验品”，并认为“其充其量只是一款落后时代20年的自行车”。

## 研发过程
L. J. K. 塞特莱特和大卫·伯吉斯-怀斯认为皮埃尔·米肖之子欧内斯特（英語：Ernest）是首个将披露士的专利引擎与其父设计的自行车框架成功组合在一起的人，而查尔斯·M·法尔科（英語：Charles M. Falco）认为这项工作是由路易-纪尧姆·披露士完成的。该型蒸汽自行车的自行车部分由皮埃尔·米肖设计。米肖设计的这款自行车是历史上首款成功商业化的无胎前置踏板自行车，其自1863年起每年生产超过400台。引擎部分则采用披露士单缸酒精蒸汽机，通过两条皮带带动后轮转动。车上装有一接通气缸的蒸汽控制装置，骑手可以观察在前轮上的蒸汽压力表，并手动调节进入气缸的蒸汽。米肖自行车本身配有一种勺式刹车，但加装蒸汽机后则没有安装任何制动。该车总重87—88（192—194磅），仅引擎便有62（137磅）之重。1871年6月14日，披露士为其专利增加了一些新的技术特征，包括移除前轮上的曲柄和踏板，并将下管形状改为曲线以为引擎留出足够的空间。 但是尽管该蒸汽自行车可以正常运行，但后来并没有其他人将类似的设计商业化。

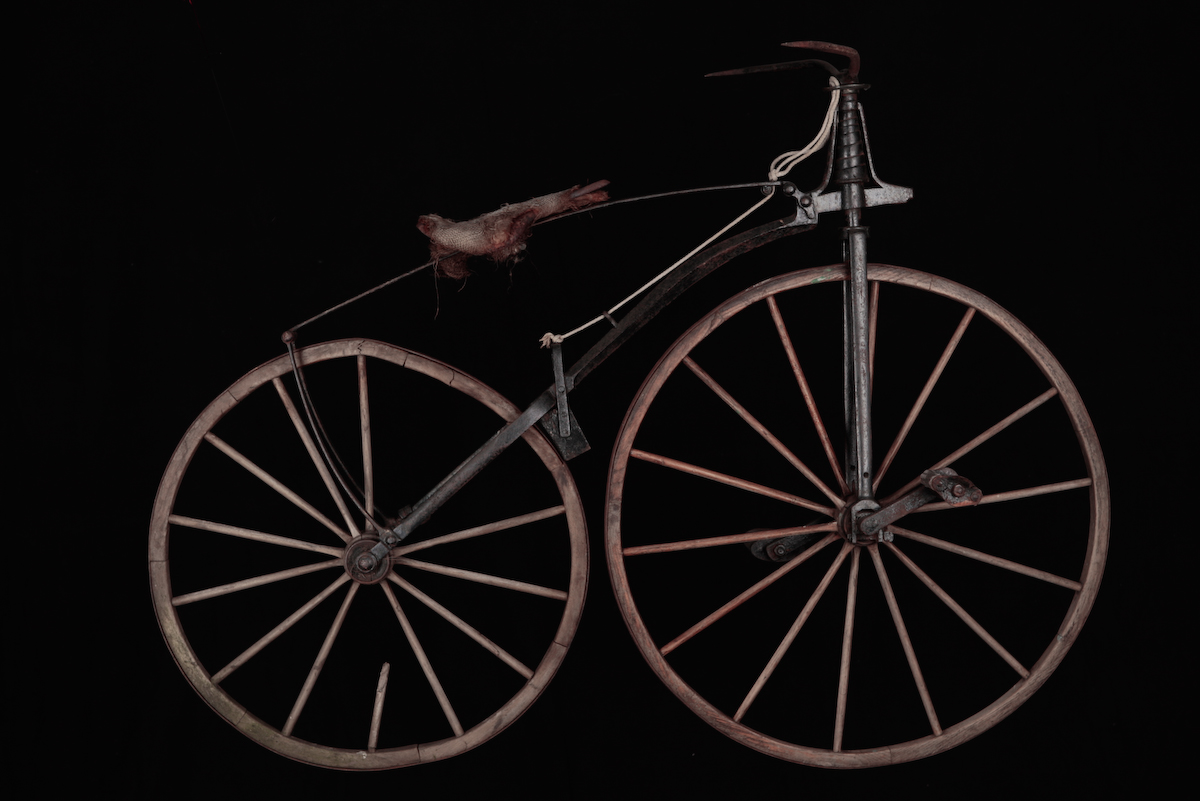
米肖-披露士自行车装备笔直的下管和勺式刹车.

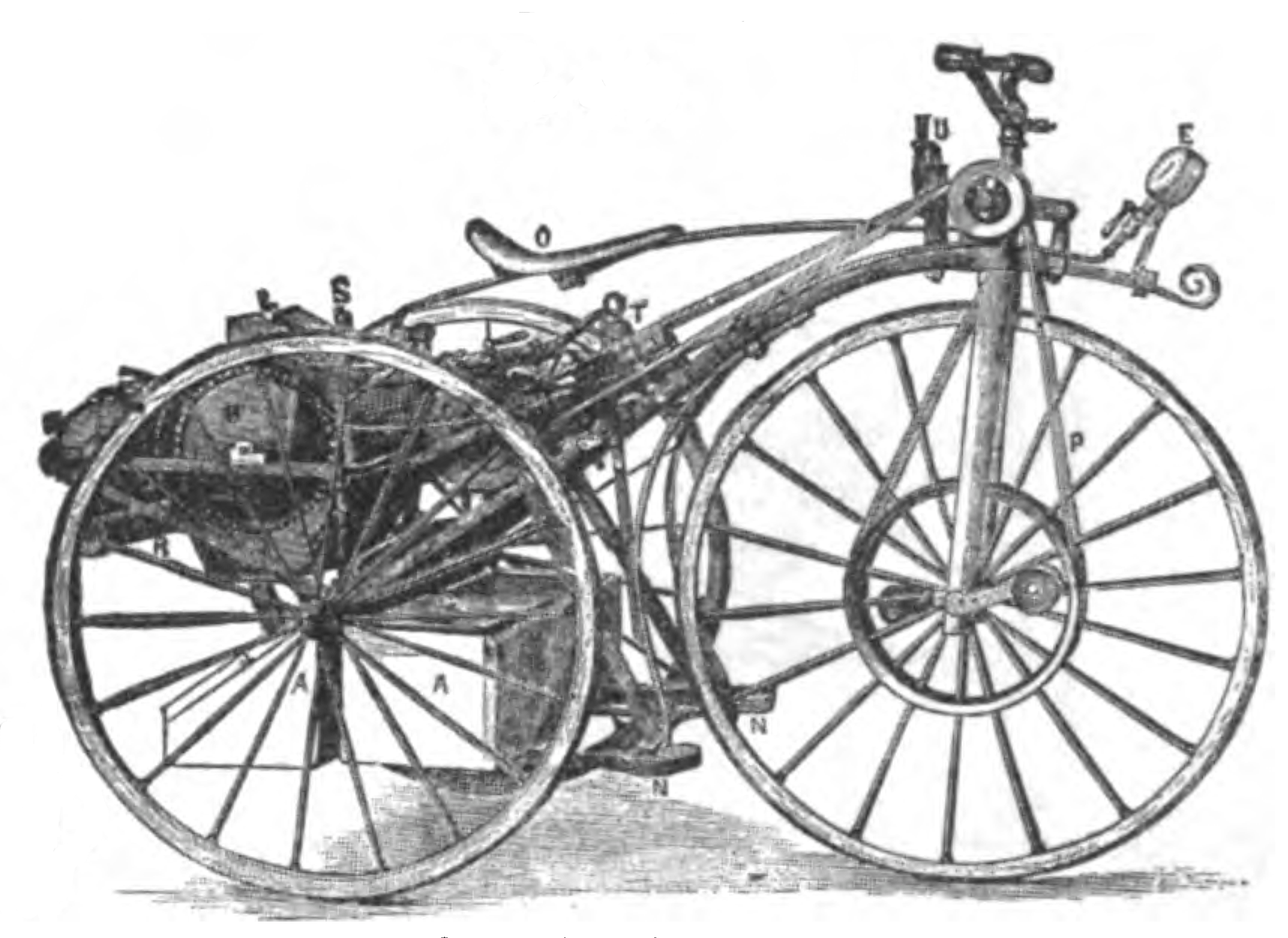
1884年三轮车版本的技术图示

1867年到1871年间设计的版本最终仅仅生产了一台。1884年，在巴黎香榭丽舍大街举行的工业博览会上，披露士展出了该蒸汽自行车的三轮版本。与此前的设计不同，该版自行车安装了一对后轮，且引擎通过皮带带动前轮（而非此前的后轮）。酒精燃料引擎的内径和冲程都与初版相似，在它3 US qt（2,800 ml）大小的锅炉重中，蒸汽被加热至3.5 atm（350 kPa），带动机车以15—18 mph（24—29 km/h）的速度行进。其装备的水箱一次加水能让机车行驶二至三小时，行驶里程在30—54 mi（48—87 km）之间。